# 胡国初
胡国初（1953年—），湖南衡阳人，汉族，第十一届全国人民代表大会湖南地区代表。
毕业于湖南农学院衡阳分校农学专业，是中共党员。担任湖南省衡阳市人大常委会主任。2008年起担任全国人大代表。
曾任衡阳市委常委、组织部部长，纪委书记，市委副书记，市委巡视员等职。2008年1月，任衡阳市人大常委会主任、党组书记。2013年12月18日，涉嫌严重违纪违法，接受组织调查。2014年1月1日，湖南省纪委对衡阳市原人大常委会主任胡国初严重违纪问题进行了立案调查。胡国初在任衡阳市人大常委会主任期间，作为市换届工作领导小组第一副组长、大会主席团常务主席，不正确履行职责，对衡阳市人大选举湖南省人大代表期间发生的贿选问题，没有及时采取有效措施予以制止，且本人收受了钱款，导致发生严重的以贿赂手段破坏选举的违纪违法案件，给党、国家和人民利益造成重大损失，政治影响和社会影响极其恶劣。经湖南省委批准，将胡国初涉嫌犯罪问题移送司法机关依法处理。2014年1月1日，湖南省人民检察院依法对原衡阳市人大常委会主任胡国初以涉嫌玩忽职守罪立案侦查，并决定刑事拘留。2014年7月30日，以涉嫌玩忽职守罪向湖南省郴州市中级法院提起公诉。2014年8月18日，湖南省郴州市中级人民法院依法作出一审判决，认定被告人胡国初犯玩忽职守罪，判处有期徒刑四年；犯受贿罪，判处有期徒刑三年；两罪并罚，决定执行有期徒刑五年六个月。